# Youth Voice
Youth Voice is een zangprogramma uitgezonden door de Surinaamse nationale televisiezender, STVS. Het programma lijkt op de bekende Nederlandse- en wereldwijde televisiewedstrijd The Voice. Het doel is "om jongeren de mogelijkheid te bieden om mee te doen aan een recreatief en ontspannen muziek."
Na de drie auditierondes is er een eerste voorronde waarin 25 kandidaten worden geselecteerd. Na de tweede voorronde gaan 12 kandidaten naar de afvalrondes, die gekoppeld worden aan een coach. Nadat kandidaten uitvallen, krijgen het publiek en de jury de kans om een favoriet terug te laten keren in de competitie.